# Transformers: The Game
Transformers: The Game es un videojuego de acción y aventura basado en la película de imagen real de 2007 Transformers. El juego sigue de cerca la historia de la película, que presenta la llegada a la Tierra de los Autobots y Decepticons después de una guerra entre ellos que ha devastado su planeta natal de Cybertron. Mientras intentan ocultar su existencia a la humanidad, ambas facciones buscan un poderoso artefacto llamado AllSpark, que podría usarse para restaurar Cybertron a su antigua gloria, pero también para esclavizar a la población de la Tierra. El juego presenta un formato de campaña dividida, donde los jugadores pueden elegir unirse a los Autobots o a los Decepticons, y completan varias misiones para la facción que elijan. 
El juego fue lanzado en Norteamérica en junio de 2007 recibiendo críticas mixtas a positivas. Las versiones de consolas domésticas y PC fueron desarrolladas por Traveller's Tales para PlayStation 2, Xbox 360, Wii, PlayStation 3 y PC. Una versión diferente de PlayStation Portable fue desarrollada por Savage Entertainment. Transformers Autobots y Transformers Decepticons son las versiones de Nintendo DS de Transfomers: The Game. Vicarious Visions, quien se encargó de llevar la adaptación a la Nintendo DS, optó por adaptar la versión de DS en dos juegos separados. Autobots siguiente la perspectiva de los héroes, mientras que Decepticons sigue la de los villanos. A diferencia de los juegos con SKUs múltiples como Pokémon que cuentan con sólo pequeñas diferencias entre las versiones, son dos juegos distintos, comparten algunas similitudes básicas, pero con personajes únicos, misiones y localizaciones.

## Jugabilidad
El juego (en todas sus versiones) es principalmente un shooter de acción en tercera persona. Todos los robots tienen por lo menos cinco tipos de ataque: un arma ligera, un arma pesada, un ataque cuerpo a cuerpo, y la capacidad de lanzar objetos tales como coches, farolas, árboles, etc, y usar un objeto largo como un poste de luz como espada. Como su título y personajes suponen, un robot puede transformarse en un vehículo y viceversa, esto le da al juego algunos elementos de carreras, ya que el jugador debe, en algunas misiones, correr a cierto punto dentro de un límite de tiempo o antes de que un personaje de la facción oponente lo haga. Cada zona es un ambiente de mundo abierto, y también hay misiones secundarias, cubos de Energon y emblemas de Autobot/Decepticon dispersos por la ciudad, si se logran con éxito/recoger el jugador puede desbloquear tráileres, fotos de la producción y desbloquear esquemas de color para ciertos personajes.

### Consolas y PC
Las versiones de PlayStation 3, Xbox 360, PC y Wii todos tienen las mismas características. Al completar ciertos objetivos a lo largo de las versiones G1 del juego Optimus Prime y Megatron quedan disponibles, así como las gamas de colores de G1 para Jazz, Starscream, y Optimus (etiquetado Robovision Optimus Prime). Estas opciones se activan o desactivan una vez obtenidas a través del menú de bonus, y sólo aparecen al jugar como el personaje especificado. El 9 de enero de 2008, el contenido descargable titulado Transformers Unlockables estuvo disponible para la Xbox 360 en el Xbox Live Marketplace. Desbloquea todos los personajes/pieles extras, objetos, mejoras y otro contenido desbloqueable. La versión de PlayStation 2 de Transformers: The Game tiene la misma jugabilidad y características que todas las demás versiones de consola, con la calidad gráfica reduciéndose.
La Wii es diferente a las otras consolas, utilizando un sistema de control diferente para el movimiento y los ataques que se aprovechan de sus controles de sensor de movimiento. Con un controlador en la mano izquierda y derecha el jugador puede deslizar para imitar los ataques o lanzar objetos y apuntar el mando de Wii a la pantalla para apuntar y disparar el arma. Los gráficos de Wii tienen una resolución inferior a la PC y Xbox 360, aunque están más detallados que la versión de PlayStation 2.

### PlayStation Portable
Transformers: The Game para la PSP es muy diferente que sus homólogos de la consola, mientras que las versiones de consola le permiten al jugador elegir qué lado de la historia desea jugar, la versión de PSP tiene una sola línea argumental que se alterna entre las dos partes diferentes. Además, el jugador es capaz de jugar con un total de 23 personajes, incluyendo personajes de generaciones anteriores. En general, el juego para PSP tiene los personajes más jugables de todos los juegos de la consola. También cuenta con una historia no relacionada que los otros juegos.

## Trama

### Escenario
El juego se centra en los Transformers del mismo nombre, una especie de extraterrestres del planeta Cybertron que se asemejan a robots y pueden cambiar su forma en varios vehículos. Los Transformers están formados por dos facciones: los heroicos Autobots y los malvados Decepticons, y llegaron a la Tierra tras una guerra civil que dejó su planeta natal como un lugar desierto y sin vida. Obligados a disfrazarse tomando la forma de vehículos humanos, los Transformers pronto recrean su conflicto pasado al enterarse de que la Chispa Vital AllSpark, un poderoso artefacto y la fuente de toda la vida de los Transformers, está en la Tierra. Mientras los Decepticons quieren su poder para subyugar la Tierra, los Autobots intentan detenerlos y hacer las paces con la humanidad. El juego presenta dos campañas separadas, una desde la perspectiva de los Autobots y la otra desde la de los Decepticons, que se cruzan en varias ocasiones. 

### Campaña Autobot
El explorador Autobot Bumblebee aterriza en la Tierra, en algún lugar de los suburbios, y adopta la forma de un Camaro amarillo para esconderse de los humanos. Tras derrotar a un grupo de drones Decepticon, Bumblebee se entera de que Sam Witwicky tiene el código de los Transformers y va a comprar un coche usado, por lo que cambia de forma para que Sam lo compre. Más tarde, Sam y su novia, Mikaela Banes, son atacados por el Decepticon Barricade, pero Bumblebee los salva, derrotando a Barricade. Después, Bumblebee es contactado por Optimus Prime, el líder Autobot, quien le informa de que Sam tiene el artefacto que contiene la ubicación de la Chispa Vital, y, como tal, debe ser protegido a toda costa. Optimus y otros Autobots sobrevivientes (Ironhide, Ratchet y Jazz) pronto aterrizan en la Tierra y también asumen formas alternativas (es decir, un Peterbilt 379, un GMC Topkick, un vehículo de búsqueda y rescate Hummer H2 y un Pontiac Solstice). Después de reunirse con Bumblebee, Mikaela y Sam, este último les da el artefacto, las gafas de su abuelo, y Optimus procede a explicarles a los dos humanos su misión en la Tierra: encontrar la Chispa Vital AllSpark y usarla para revitalizar su mundo natal de Cybertron. Entonces Ratchet explica que el líder Decepticon Megatron, actualmente atrapado en el Ártico, quemó la ubicación de la AllSpark en las gafas del abuelo de Sam para que los Decepticons la encontraran. 
Después de que Bumblebee adopta una nueva forma alternativa, un Camaro amarillo mejorado, la agencia del Sector 7 detecta la ubicación de los Autobots y se envían helicópteros para capturarlos. Jazz crea una distracción, lo que permite que los demás escapen, pero los Autobots son atacados por otro grupo de drones Decepticon, liderados por Shockwave. Mientras los Autobots luchan contra los drones y Optimus derrota a Shockwave, Bumblebee, Sam y Mikaela son capturados por el Sector 7. Descifrando las transmisiones de Shockwave, los Autobots descubren que Starscream, el segundo al mando de Megatron, también se enteró del paradero de la AllSpark y Megatron. Bumblebee, Sam y Mikaela son encarcelados en la Presa Hoover, pero el primero logra escapar tras un corte de energía. Mientras explora la base, se topa con Megatron congelado y la Chispa Vital AllSpark. Mientras Megatron se descongela parcialmente, ataca a Bumblebee, quien logra recuperar la Chispa Vital y escapar con Sam y Mikaela. Luego Starscream y Blackout atacan la presa y liberan a Megatron. 
Bumblebee, Sam y Mikaela viajan a Mission City con la Chispa Vital, cuyas oleadas de energía transforman las máquinas ordinarias en drones salvajes que atacan a Bumblebee. Mientras Ironhide protege a Bumblebee, Jazz derrota a Starscream y Blackout, pero luego es asesinado por Brawl, quien a su vez es derrotado por Ironhide. Mientras tanto, Bumblebee lucha contra Barricade para evitar que tome la AllSpark, pero después de derrotarlo, Megatron lo somete rápidamente. Sam y Mikaela huyen con la Chispa y Optimus intercepta y lucha contra Megataron. Este último finalmente muere después de que Optimus toma el Cubo y lo clava en el pecho de Megatron, destruyéndolo a él y a la AllSpark. El juego termina con los Autobots sobrevivientes que eligen permanecer en la Tierra y protegerla de cualquier posible amenaza futura. 

### Campaña Decepticon
El Decepticon Blackout aterriza en Catar, donde ataca un helicóptero MH-53 Pave Low y adopta su forma al escanearlo para disfrazarse de los humanos. Luego ataca una base aérea SOCCENT, antes de enviar a su secuaz Scorponok a perseguir y matar a todos los sobrevivientes para evitar que pidan ayuda utilizando vehículos de comunicación móvil. Posteriormente, Blackout busca datos de alto secreto sobre la AllSpark de los restos de SOCCENT a través de terminales de computadora guardados dentro de las torres de software, pero en el proceso envía accidentalmente una señal de código morse informando a bombarderos de sigilo y varios F-22 de su ubicación. Después de destruirlos, Blackout encuentra datos sobre un artefacto que llevará a los Decepticons a AllSpark. 
Mientras tanto, el explorador Decepticon Barricade, que adopta la forma alternativa de un coche patrulla de la policía Ford Mustang de Saleen, llega para encontrar a Sam Witwicky, que tiene el artefacto que revela la ubicación de la Chispa Vital. Después de recuperar a su minicon Frenzy del Sector 7 en Power Plant, Barricade encuentra a Sam y su novia Mikaela Banes, pero antes de que pueda tomar el artefacto, es atacado por el Autobot Bumblebee. Barricade derrota a Bumblebee y recupera el artefacto: un par de anteojos con la ubicación de la AllSpark grabada en ellos. Durante este tiempo, el subcomandante de Decepticon, Starscream, está reuniendo un ejército para recuperar la Chispa Vital y llega a una base aérea, que destruye después de reclutar a Brawl y Bonecrusher. Él y Blackout luego atacan la Presa Hoover, liberando a su líder Megatron.  
Tanto los Decepticons como los Autobots se reúnen en Mission City, donde Sam y Mikaela están llevando la Chispa Vital AllSpark. Después de dejar a los dos humanos, el Autobot Jazz lucha contra Barricade, pero finalmente muere. Los otros Decepticons luego llegan a la ciudad y luchan contra los Autobots, con Blackout desplegando Scorponok para destruir varios drones Energon que se han generado a partir de la AllSpark. Después de destruirlos, Scorponok es ahuyentado por Ironhide, a quien Blackout luego derrota y mata. Mientras tanto, Megatron destruye la ciudad mientras busca a Optimus Prime y encuentra a Sam y Mikeala escondidos con la Chispa. Antes de que pueda matarlos y reclamarla, Megatron es atacado por Optimus, a quien finalmente derrota. Después de ejecutar Optimus, Megatron recupera la AllSpark, que libera una onda de choque masiva, presumiblemente convirtiendo todos los dispositivos electrónicos del mundo en Decepticons. Con su nuevo ejército, Megatron se apodera de la Tierra y luego se lo ve sentado en su "trono", ordenando a sus Decepticons que maten a toda la humanidad antes de que abandonen el planeta.

## Personajes
| Personaje     | Controlable en...      | Controlable en... | Controlable en... | Controlable en... |
| Personaje     | PS2, PS3, PC, Xbox 360 | Wii               | PSP               | NDS               |
| Autobots      | Autobots               | Autobots          | Autobots          | Autobots          |
| ------------- | ---------------------- | ----------------- | ----------------- | ----------------- |
| Optimus Prime | Sí                     | Sí                | Sí                | Sí                |
| Bumblebee     | Sí                     | Sí                | Sí                | Sí                |
| Jazz          | Sí                     | Sí                | Sí                | Sí                |
| Ironhide      | Sí                     | Sí                | Sí                | Sí                |
| Ratchet       | No                     | No                | No                | Sí                |
| Decepticons   |                        |                   |                   |                   |
| Megatron      | Sí                     | Sí                | Sí                | Sí                |
| Starscream    | Sí                     | Sí                | Sí                | Sí                |
| Blackout      | Sí                     | Sí                | Sí                | Sí                |
| Scorponok     | Sí                     | Sí                | Sí                | No                |
| Barricade     | Sí                     | Sí                | Sí                | Sí                |
| Bonecrusher   | No                     | No                | Sí                | No                |
| Brawl         | No                     | No                | No                | Sí                |
| Frenzy        | No                     | No                | No                | No                |

## Desarrollo

### Reparto
Peter Cullen, voz de Optimus Prime en la serie de televisión original de 1984, así como en las películas de 1986 y 2007, vuelve a interpretar el papel. Mark Ryan, voz de Bumblebee en la película de 2007, le da voz a Ironhide (también le da voz a Hoist en la versión de PSP). Andrew Kishino (Everquest II) le da voz a Jazz además de proporcionar grabaciones de voz adicionales. Fred Tatasciore (Star Wars: Clone Wars) le da la voz a Ratchet y proporciona sonidos para los drones Autobot (también le da voz a Sideswipe en la versión de PSP). Seth Bleiler proporcionó sonidos para los drones Autobot, así como algunas grabaciones de voz adicionales. Erik Passoja (The Beach Boys: An American Family) también proporcionó sonidos para los drones Autobot, además de alguna grabaciones de voz adicionales. Frank Welker, la voz de Megatron en la serie de televisión original de 1984 y la película de 1986, vuelve a interpretar el papel. El actor Keith David (The Pirates of Penzance) le da voz a Barricade. El admirador de Transformers Daniel Ross (Smithee's Lecture) le da voz a Starscream. Noah Nelson (Gideon's Crossing) le da voz a Blackout además de proporcionar sonidos para los drones Decepticon y algunas grabaciones de voz adicionales. David Sobolov, que le dio voz a Depthcharge en Beast Wars: Transformers, le da voz a Brawl y proporciona alguna grabación de voz adicional. Daniel Riordan, que le dio voz a Omega Prime en Transformers: Robots in Disguise, le da voz a Bonecrusher y sonidos para los drones Decepticon. Keith Szarabajka (Star Wars: Force Commander) proporcionó sonidos para los drones Decepticon, además de grabaciones adicionales de voz. Shia LaBeouf y Megan Fox, Sam Witwicky y Mikaela en la película de acción en vivo, repiten sus papeles respectivos. Thom Kikot (Diagnosis: Unknown), Yuri Lowenthal (Here is Greenwood) y Kari Wahlgren (videojuego de Star Wars: Revenge of the Sith) también proveen grabaciones de voz adicionales. Stephen Apostolina (The Adventures of Manxmouse), Ranjani Brow, David Cowgill (Gypsy Angels), Jackie Gonneau, Donald Fullilove (Jackson 5ive), Jacqueline Pinol (Noir), Jessica Pennington (CBS Library), Pepper Sweeney (Heat Wave), Claudette Wells (Square Pegs) y W.K. Stratton (Search for Tomorrow) proporcionaron sonidos de multitud. Carl Weathers (Rocky) y Keythe Farley fueron los directores de voz para el juego. 

### Edición Cybertron
GameStop/EB Games vendió Transformers: The Game Edición Cybertron para Xbox 360. Esta edición de coleccionista contiene material exclusivo; códigos que desbloquean el nivel Cybertron, un DVD de la realización del juego, un cómic de Transformers de Simon Furman, y la galería de arte de la Edición Cybertron.

### Contenido descartado
Durante una etapa temprana del desarrollo del juego se descartaron varias cosas de la versión final, incluyendo las biografías de Ratchet, Frenzy, Bonecrusher y Brawl. También se descartaron muchas animaciones de los personajes principales las cuales están inactivas dentro del código del juego, y Ratchet fue completamente eliminado como personaje jugable, aunque se conservan algunas de sus animaciones.
Sin embargo, el ejemplo más claro fue la eliminación de dos niveles extra: HOOVEREXT (para la campaña Autobot) y HOOVERDAM (para la campaña Decepticon). Ambos niveles contaban con cuatro capítulos, en los que el jugador podía controlar a Bumblebee y Optimus Prime, para escapar del Sector 7 con el primero y derrotar a Bonecrusher con el segundo (en la campaña Autobot) o a Blackout y Megatron, para perseguir y derrotar a Bumblebee con el primero y finalmente destruir la presa Hoover con el segundo (en la campaña Decepticon).

## Recepción
Muchas versiones de Transformers: The Game recibieron críticas variadas en el lanzamiento. A partir del 7 de julio de 2007, Metacritic le da actualmente a la versión de Xbox 360 57/100, a la versión de PS3 60/100, a la versión de Wii 59/100, a la versión de PS2 61/100, y a la versión de PSP 55/100.
En la mayoría de las críticas, fueron elogiados los gráficos y los efectos de sonido, la crítica de IGN nombró los gráficos de la versión de Wii en el momento de su lanzamiento como los mejores del sistema, mientras que la voz de Peter Cullen actuando como Optimus Prime, junto a Frank Welker (la voz original de Megatron en el dibujo animado de 1984) se consideraron puntos fuertes también. GameSpot comentó también los controles sensibles de movimiento de la Wii.
Sin embargo, los diversos revisores observaron varios defectos, como por ejemplo una cámara molesta que caía (destinada a darle un efecto de la marcha de los Transformers mismos), las misiones repetitivas y la conducción torpe en los modos de vehículo. También comentaron que el juego era demasiado corto y que tenía una dificultad desequilibrada, los jugadores más viejos lo hallaron demasiado fácil, mientras que los jugadores más jóvenes encontraron muy difíciles de pasar algunas misiones. Por otra parte, aunque hubo algunas quejas al respecto, las principales versiones de consola del juego carecen de modos multijugador (aunque hay multijugador en las versiones de PSP y DS). Maurice Branscombe de Hyper elogia al juego por lucir bien y comenta que "la exploración y la destrucción es divertida". Sin embargo, critica el juego por sus "objetivos de misión que son repetitivos y aburridos". También critica el combate como pobre.
El juego fue nominado para el título 35 Premio Annie de Mejor Videojuego Animado, pero perdió ante Ratatouille.

## Secuelas
Una secuela del juego ha sido lanzada posteriormente basada en la secuela de la película, Transformers: La venganza de los caídos. Vicarious Visions regresó para desarrollar los dos juegos de DS y Savage Entertainment nuevamente desarrolló la versión de PSP. Luxoflux desarrolló la versión de PlayStation 3 y Xbox 360, que fue portado a PC por Beenox. Las versiones de PlayStation 2 y Wii fueron desarrolladas por Krome Studios. Un tercer juego basado en Transformers: El lado oscuro de la luna fue lanzado en junio de 2011. Por último, un cuarto juego, Transformers: Rise of the Dark Spark, que es a la vez una adaptación de La era de la extinción y un crossover con los juegos de War for Cybertron, fue lanzado en junio de 2014. 